# Juramento (песня)
«Juramento» (рус. Клятва) — это второй международный сингл с альбома Рики Мартина Almas del Silencio. Он был выпущен 22 сентября 2003 г. Спанглиш версия вышла под названием «Juramento (The Way to Love)».

## Клип
Клип был снят Джозефом Каном. Существуют две версии: испаноязычная и спанглиш.

## Появление в чарте
Песня достигла одиннадцатой строки в Испании, пятьдесят-седьмой в Швейцарии и девяносто-второй в Германии.

## Форматы и трек-листы
European CD single
1. «Juramento (The Way to Love)» (Javier Garza Radio Edit) (Spanglish) — 3:27
2. «Juramento» (Pablo Flores Dub) — 7:45

European CD maxi-single
1. «Juramento (The Way to Love)» (Javier Garza Radio Edit) (Spanglish) — 3:27
2. «Juramento (The Way to Love)» (Charles Dye Radio Edit) (Spanglish) — 3:19
3. «Juramento (The Way to Love)» (Pablo Flores Club Mix) (Spanglish) — 8:49
4. «Juramento» (Pablo Flores Radio Edit) (Spanish) — 4:03

## Чарты
| Чарт (2003)                     | Наивысшая позиция |
| ------------------------------- | ----------------- |
| Belgian Flanders Ultratip Chart | 15                |
| German Singles Chart            | 92                |
| Испания (PROMUSICAE)            | 11                |
| Swiss Singles Chart             | 57                |